# Renáta Holčáková
Renáta Holčáková (* 29. července 1973 Velké Karlovice) je česká katolicky orientovaná novinářka a spisovatelka. Vystudovala žurnalistiku na FF UP v Olomouci, byla redaktorkou Nového Valašska, šéfredaktorkou Našeho Valašska, redaktorkou Katolického týdeníku. Publikovala dále např. v Lidových novinách, Perspektivách či Psychologii. Spolupracuje s Českou televizí a Českým rozhlasem, podílí se na tvorbě Cyrilometodějských kalendářů.

## Dílo
- Seznam děl v Souborném katalogu ČR, jejichž autorem nebo tématem je Renáta Holčáková
- Štěstí, smůla? Kdo ví?, Karmelitánské nakladatelství, Kostelní Vydří 2002 - kniha příběhů ze života autorky či jejího okolí
- Ztráty a nálezy v životě, Karmelitánské nakladatelství, Kostelní Vydří 2005 - kniha rozhovorů se známými osobnostmi
- Bůh v mém životě - Karmelitánské nakladatelství, Kostelní Vydří 2006 - kniha sestavená z příspěvků čtenářů Katolického týdeníku zaslaných do stejnojmenné rubriky